# Scolecoseps acontias
Scolecoseps acontias — вид сцинкоподібних ящірок родини сцинкових (Scincidae). Ендемік Танзанії.

## Поширення і екологія
Scolecoseps acontias мешкають в прибережних районах на сході Танзанії, від Дар-ес-Салама на південь до Кілви. Вони живуть в прибережних лісах і чагарникових заростях, на висоті до 100 м над рівнем моря.